# Sebastián de Covarrubias
Sebastián de Covarrubias Orozco (Toledo, 7 de enero de 1539-Cuenca, 8 de octubre de 1613) fue un lexicógrafo, criptógrafo, capellán del rey Felipe II, canónigo de la catedral de Cuenca y escritor español, célebre sobre todo por su Tesoro de la lengua castellana o española.

## Datos biográficos y familiares
El padre de Sebastián y de su hermano Juan de Horozco y Covarrubias, Sebastián de Horozco (1510-1579), era cristiano nuevo e hijo de la judeoconversa María de Soto. La madre, María Valero de Covarrubias Leyva, por el contrario, era de linaje cristiano vieja y de una familia de gran prestigio, que incluía a teólogos, arquitectos y artesanos. Su abuelo por parte de madre fue el bordador Marcos de Covarrubias, hermano del arquitecto Alonso de Covarrubias. Otro hermano era Juan de Covarrubias, canónigo en la Catedral Vieja de Salamanca, quien ayudó a Sebastián en sus estudios y para ser canónigo racionero (con derecho a renta) en la misma catedral. Dos hijos de don Alonso fueron Diego (1512-1577) y Antonio (1524-1602), grandes teólogos, juristas y hombres de mucho peso e importancia política que asistieron al Concilio de Trento como representantes de España.
El que sería famoso lexicógrafo estudió en Salamanca (1565-1573), donde vivió con su tío abuelo, el canónigo de la catedral de Salamanca Juan de Covarrubias. Una vez ordenado sacerdote, su tío renunció en su favor a la canonjía. Fue después capellán de Felipe II, consultor del Santo Oficio y canónigo de la Catedral de Santa María y San Julián de Cuenca, cargo este último que desempeñó más de treinta años. En 1595, fue nombrado comisario apostólico encargado de la dotación de rectorías para moriscos.

## Obra
En 1610 Sebastián enfermó gravemente, pero se recuperó e imprimió una obra clásica de la literatura emblemática, los Emblemas morales (1610). Escribió, por otra parte, un Tratado de cifras y una traducción de las Sátiras y Epístolas de Horacio que no se han conservado. Sin embargo, es conocido sobre todo por un monumental diccionario, el Tesoro de la lengua castellana o española (1611), la mejor obra lexicográfica publicada entre el diccionario español-latín de Antonio de Nebrija (1492) y el Diccionario de Autoridades de la Real Academia Española  (1726-1739). Su consulta sigue siendo útil para establecer el sentido de la literatura clásica del Siglo de Oro español.

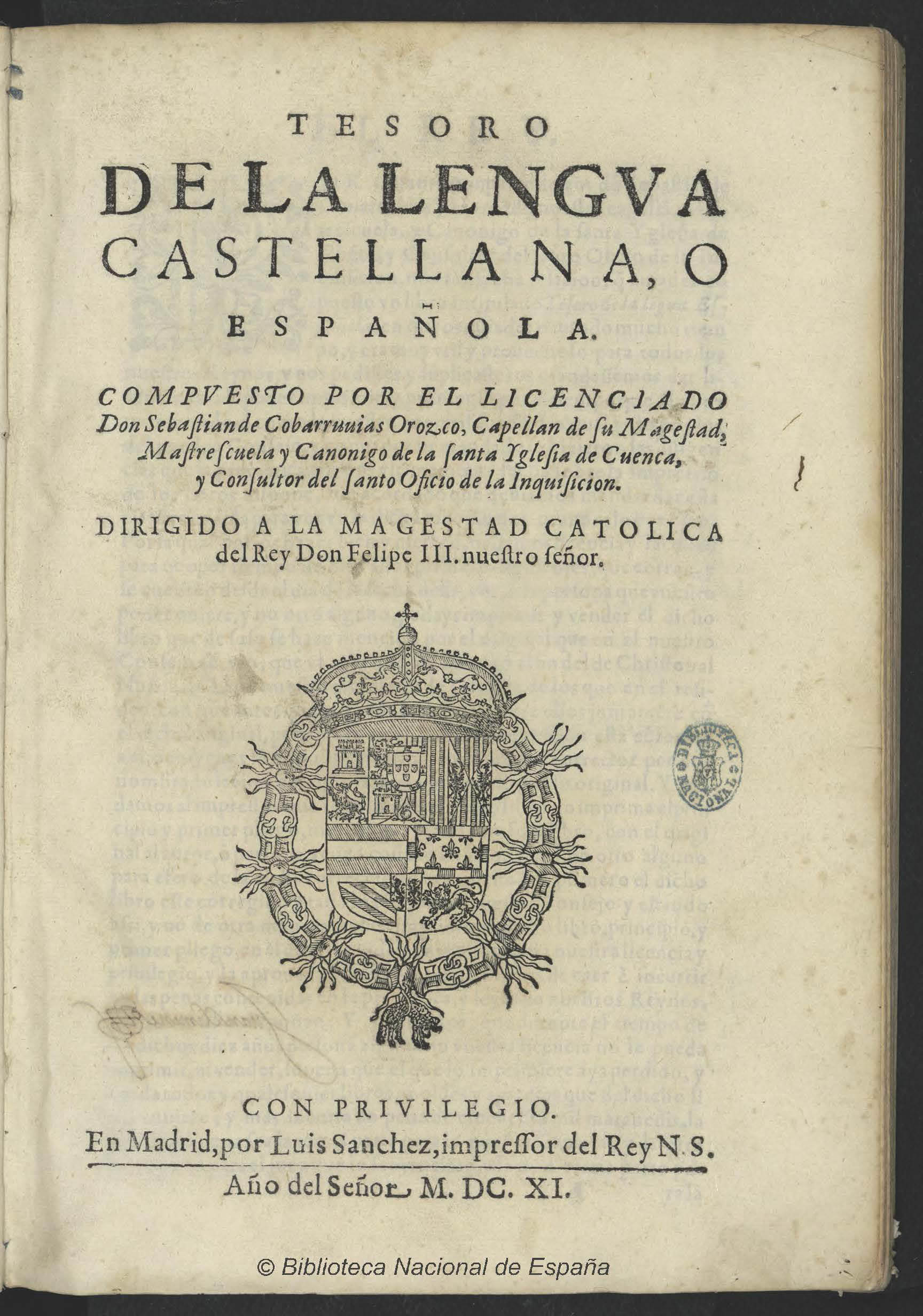
Portada del Tesoro de la lengua castellana, de Covarrubias, de 1611. Biblioteca Nacional de España

Aunque la parte etimológica de este diccionario ha sido ampliamente superada, el Tesoro de Covarrubias es obra de un humanista y no se contenta con dar escueta y seca mención de las acepciones de una palabra, sino que diserta con gracia y erudición sobre ellas y aporta refranes, modismos, anécdotas y citas literarias que contienen el término. El mismo autor compuso un Suplemento al Tesoro que no llegó a imprimir pero que ha sido editado modernamente. En 1673 el padre Benito Remigio Noydens reimprimió el Tesoro con adiciones de su propia cosecha.